# Riksmötet 2015/2016
Riksmötet 2015/16 var Sveriges riksdags verksamhetsår 2015–2016. Det påbörjades vid riksmötets öppnande den 15 september 2015 och pågick fram till riksmötets öppnande den 13 september 2016.

## Talmanspresidiet
| Talman          | Första vice talman   | Andra vice talman | Tredje vice talman      |
| Urban Ahlin (S) | Tobias Billström (M) | Björn Söder (SD)  | Esabelle Dingizian (MP) |
| --------------- | -------------------- | ----------------- | ----------------------- |

## Händelser och beslut i urval

### 2015

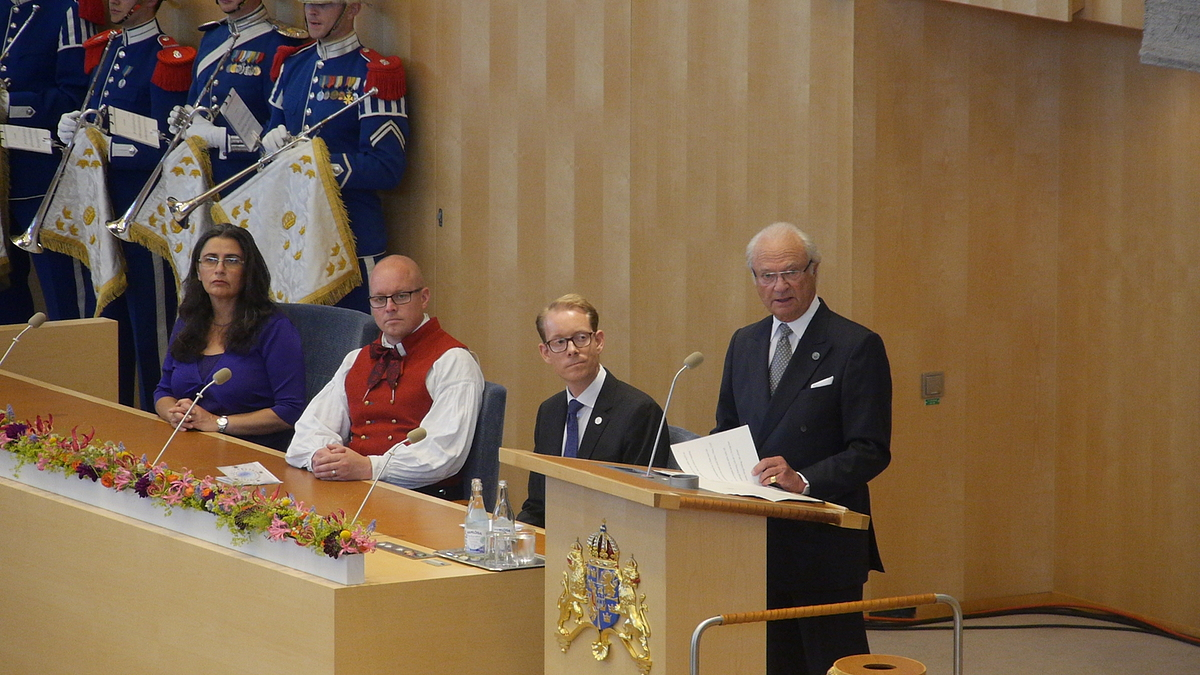
Sveriges konung Carl XVI Gustaf öppnar riksmötet.

- 15 september: Sveriges konung Carl XVI Gustaf öppnar riksmötet sedan riksdagen sammanträtt tidigare samma dag, med upprop av riksdagsledamöterna på dagordningen. Öppnandet följs av regeringsförklaring från statsminister Stefan Löfven.[1]
- 21 september: Regeringen överlämnar sin budgetproposition för år 2016 till riksdagen.[2]
- 9 oktober: Decemberöverenskommelsen upphävs sedan Kristdemokraterna lämnat uppgörelsen.[3]
- 20 oktober: Riksdagen avslår en misstroendeförklaring mot finansminister Magdalena Andersson riktad från Sverigedemokraterna med 43 (SD) röster för misstroende, 137 (S+MP+V) mot och 120 (M+C+FP+KD) avstående.[4]
- 23 oktober: Regeringen och Alliansen når en överenskommelse i flyktingpolitiken. Bland annat skulle temporära uppehållstillstånd bli vanligare än permanenta och asylprocessen skulle effektiviseras. Ett tvingande kvotsystem för flyktingmottagandet i Sveriges kommuner lanseras också. För mer information, se: Migrationsöverenskommelsen
- 22 november: Folkpartiet liberalerna byter namn till Liberalerna.[5]
- 24 november: Regeringen föreslår lagstiftning för att få färre flyktingar att söka asyl i Sverige som exempelvis utökade ID-kontroller och ännu fler tillfälliga uppehållstillstånd istället för permanenta. Att svenska asylregler ska anpassas till EU:s miniminivå blir en uttalad målsättning.[6]
- 10 december: Regeringen och alliansen når en uppgörelse om åtgärder mot terrorism. Bland annat ska skärpningar i lagen om terrorkrigsresor ske och hemlig dataavläsning (nyspråk för avlyssning med trojan) [7] ska utredas.

### 2016
- 13 januari: Riksdagen beslutar att ge ensamstående kvinnor rätt till Assisterad befruktning med 218 (S+M+MP+C+V+L) röster för, 40 (SD) mot och 13 (KD) avstående.[8]
- 23 mars: Riksdagen beslutar att införa amorteringskrav. Den nya lagen innebär att lån på 70 procent eller mer av bostadens värde måste amorteras med 2 procent av hela lånebeloppet varje år. Lån på 50-70 procent måste amorteras med 1 procent av lånebeloppet per år.[9][10]
- 25 maj:
  - En ommöblering i regeringen Löfven sker till följd av flera avgångar. Nytillkomna statsråd blev Karolina Skog (MP), Peter Eriksson (MP) och Ann Linde (S).[11]
  - Riksdagen röstar igenom ett värdlandsavtal med NATO, med 291 (S+M+SD+MP+C+L+KD) röster för och 21 (V) mot.[12]
- 10 juni: Regeringen, Moderaterna, Centerpartiet och Kristdemokraterna når en energiöverenskommelse. Överenskommelsen innebar att Sveriges mål är att ha 100 procent förnybar elproduktion år 2040. Utfasningen av kärnkraften ska dock inte forceras, skatten på kärnkraftsel ska därför försvinna.[13]
- 13 september: Riksmötet 2016/2017 öppnas.

## Särskilda debatter
Nästan hälften av alla debatter i kammaren gäller ärenden som riksdagen ska besluta om, så kallade ärendedebatter. Men det ordnas också debatter där inga beslut fattas. Nedan finns en sammanställning av dessa. Referensen innehåller länk till det riksdagsprotokoll där debatten finns dokumenterad. 

### Aktuella debatter
| Ämne                                                    | Datum             | Ref.   |
| ------------------------------------------------------- | ----------------- | ------ |
| Den aktuella flyktingkrisen                             | 25 september 2015 | [ 14 ] |
| Rasism och hatbrott                                     | 27 november 2015  | [ 15 ] |
| Sveriges deltagande i kampen mot Daish                  | 26 januari 2016   | [ 16 ] |
| Vägen in på arbetsmarknaden                             | 16 mars 2016      | [ 17 ] |
| Villkor för upphandling                                 | 12 april 2016     | [ 18 ] |
| Internationell skatteflykt och svenska bankers agerande | 29 april 2016     | [ 19 ] |
| Förutsättningar för fler snabbväxande företag i Sverige | 17 maj 2016       | [ 20 ] |
| Vattenfalls brunkolsverksamhet och klimatet             | 24 maj 2016       | [ 21 ] |
| Situationen i utsatta stadsdelar                        | 17 juni 2016      | [ 22 ] |

### Budgetdebatter
| Ämne                               | Datum             | Ref.   |
| ---------------------------------- | ----------------- | ------ |
| Förslag till statsbudget för 2016  | 21 september 2015 | [ 23 ] |
| 2016 års ekonomiska vårproposition | 13 april 2016     | [ 24 ] |

### Partiledardebatter
| Datum           | Ref.   |
| --------------- | ------ |
| 14 oktober 2015 | [ 25 ] |
| 13 januari 2016 | [ 26 ] |
| 15 juni 2016    | [ 27 ] |

### Utrikespolitisk debatt
| Datum            | Ref.   |
| ---------------- | ------ |
| 24 februari 2016 | [ 28 ] |

## Riksdagens sammansättning
Se även: Riksdagsvalet i Sverige 2014
Mandatfördelningen avser sammansättning vid öppnandet.
|        |                          |        |        |
| Parti  | Parti                    | Parti  | Mandat |
|        | Socialdemokraterna       | S      | 113    |
|        | Moderata samlingspartiet | M      | 84     |
|        | Sverigedemokraterna      | SD     | 49     |
|        | Miljöpartiet de Gröna    | MP     | 25     |
|        | Centerpartiet            | C      | 22     |
|        | Vänsterpartiet           | V      | 21     |
|        | Folkpartiet              | FP     | 19     |
|        | Kristdemokraterna        | KD     | 16     |
| Totalt | Totalt                   | Totalt | 349    |

- Margareta Larsson lämnade Sverigedemokraterna den 30 september 2015 och blev därefter politisk vilde.[29]

## Utskottspresidier
Listan avser presidierna som de såg ut vid respektive utskotts första sammanträde, vilka ägde rum mellan 17 september och 29 september 2015.
| Utskott | Ordförande                | Vice ordförande          |
| ------- | ------------------------- | ------------------------ |
| KU      | Andreas Norlén (M)        | Björn von Sydow (S)      |
| FiU     | Fredrik Olovsson (S)      | Ulf Kristersson (M)      |
| SkU     | Per Åsling (C)            | Leif Jakobsson (S)       |
| JuU     | Beatrice Ask (M)          | Annika Hirvonen (MP)     |
| CU      | Caroline Szyber (KD)      | Johan Löfstrand (S)      |
| UU      | Kenneth G. Forslund (S)   | Karin Enström (M)        |
| FöU     | Allan Widman (FP)         | Åsa Lindestam (S)        |
| SfU     | Fredrik Lundh Sammeli (S) | Johan Forssell (M)       |
| SoU     | Emma Henriksson (KD)      | Veronica Palm (S)        |
| KrU     | Olof Lavesson (M)         | Gunilla Carlsson (S)     |
| UbU     | Lena Hallengren (S)       | Christer Nylander (FP)   |
| TU      | Karin Svensson Smith (MP) | Jessica Rosencrantz (M)  |
| MJU     | Matilda Ernkrans (S)      | Kristina Yngwe (C)       |
| NU      | Jennie Nilsson (S)        | Lars Hjälmered (M)       |
| AU      | Raimo Pärssinen (S)       | Elisabeth Svantesson (M) |

## Nyckelpersoner i partierna

### Partiledare
- S: Stefan Löfven
- M: Anna Kinberg Batra
- SD: Jimmie Åkesson
- MP: Åsa Romson, till 13 maj 2016, och Gustaf Fridolin (språkrör)
  - Från 13 maj 2016: Isabella Lövin och Gustaf Fridolin (språkrör)[30]
- C: Annie Lööf
- V: Jonas Sjöstedt
- FP: Jan Björklund
- KD: Ebba Busch Thor

### Gruppledare
- S: Tomas Eneroth
- M: Jessica Polfjärd
- SD: Mattias Karlsson
- MP: Maria Ferm och Jonas Eriksson
- C: Anders W. Jonsson
- V: Hans Linde, till 2 februari 2016
  - Från 2 februari 2016: Mia Sydow Mölleby[31]
- FP: Erik Ullenhag, till 7 juni 2016
  - Från 7 juni 2016: Christer Nylander[32]
- KD: Andreas Carlson

### Partisekreterare
- S: Carin Jämtin, till 27 augusti 2016
  - Från 27 augusti 2016: Lena Rådström Baastad[33]
- M: Tomas Tobé
- SD:  Richard Jomshof
- MP: Anders Wallner, till 14 maj 2016
  - Från 14 maj 2016: Amanda Lind[34]
- C: Michael Arthursson
- V: Aron Etzler
- FP: Maria Arnholm
- KD: Acko Ankarberg Johansson